# Ilya Gultyayev
Bản mẫu:Eastern Slavic name
Ilya Aleksandrovich Gultyayev (tiếng Nga: Илья́ Алекса́ндрович Гультя́ев; sinh ngày 5 tháng 9 năm 1988) là một hậu vệ bóng đá người Nga. Anh thi đấu cho F.K. Tambov.

## Sự nghiệp
Khi đăng kí cho F.K. Spartak Moskva kể từ năm 2006, Gultyayev ra mắt chuyên nghiệp cho đội bóng vào ngày 15 tháng 7 năm 2009, vào sân từ giữa hiệp trong trận đấu tại Cúp quốc gia Nga trước F.K. Krasnodar.
Vào ngày 4 tháng 1 năm 2016, Bogdan rời FC Yenisey Krasnoyarsk, ký hợp đồng với F.K. Tosno.